# Szahrak-e Sanati-je Do Buszehr
Szahrak-e Sanati-je Do Buszehr – miejscowość w południowym Iranie, w ostanie Buszehr. W 2006 roku miejscowość liczyła 40 mieszkańców w 22 rodzinach.